# Tyler Wolff
Tyler David Wolff (Snellville, 13 febbraio 2003) è un calciatore statunitense, attaccante del Real Salt Lake.

## Biografia
È figlio dell'ex calciatore professionista Josh Wolff e fratello di Owen Wolff, anch'egli calciatore. Ha origini filippine per via della madre.

## Carriera

### Club
Wolff ha iniziato la propria carriera nel settore giovanile del Columbus Crew all'età di 12 anni, per poi passare all'Atlanta United nel 2019. Dopo aver ben impressionato con la formazione Under-17 ha debuttato con l'Atlanta United 2 l'8 agosto 2020 contro il Charleston Battery in USL Championship.
Il 2 luglio 2020 ha firmato il suo primo contratto professionistico con la franchigia rossonera, ed il 2 settembre ha debuttato in MLS contro l'Inter Miami. Nel frattempo ha continuato a giocare anche per la seconda squadra, con cui ha realizzato la sua prima rete in carriera il 17 maggio contro il OKC Energy.
L'8 luglio 2022 è stato ceduto in prestito al Waasland-Beveren in Tweede klasse, ma il 4 gennaio 2023 dopo soli 7 incontri è stato richiamato negli Stati Uniti. Il 27 aprile ha realizzato la prima rete in prima squadra, in US Open Cup contro il Memphis 901 ed il 18 maggio successivo si è ripetuto in MLS contro il Colorado Rapids.

### Nazionale
Nel 2022 è stato convocato dalla Nazionale Under-20 statunitense per prendere parte al Campionato nordamericano di categoria, vinto in finale contro la Repubblica Dominicana anche grazie ad una sua rete.

## Statistiche

### Presenze e reti nei club
Statistiche aggiornate al 23 ottobre 2024.
| Stagione                | Squadra                 | Campionato              | Campionato | Campionato | Coppe nazionali | Coppe nazionali | Coppe nazionali | Coppe continentali | Coppe continentali | Coppe continentali | Altre coppe | Altre coppe | Altre coppe | Totale | Totale |
| Stagione                | Squadra                 | Comp                    | Pres       | Reti       | Comp            | Pres            | Reti            | Comp               | Pres               | Reti               | Comp        | Pres        | Reti        | Pres   | Reti   |
| ----------------------- | ----------------------- | ----------------------- | ---------- | ---------- | --------------- | --------------- | --------------- | ------------------ | ------------------ | ------------------ | ----------- | ----------- | ----------- | ------ | ------ |
| 2021                    | Atlanta United 2        | USL                     | 1          | 0          |                 | -               | -               |                    | -                  | -                  |             | -           | -           | 1      | 0      |
| 2022                    | Atlanta United 2        | USL                     | 9          | 6          |                 | -               | -               |                    | -                  | -                  |             | -           | -           | 9      | 6      |
| 2020                    | Atlanta United          | MLS                     | 5          | 0          |                 | -               | -               | CCL                | 0                  | 0                  |             | -           | -           | 5      | 0      |
| 2021                    | Atlanta United          | MLS                     | 7          | 0          |                 | -               | -               | CCL                | 0                  | 0                  |             | -           | -           | 7      | 0      |
| 2022                    | Atlanta United          | MLS                     | 5          | 0          | USOC            | 1               | 0               |                    | -                  | -                  |             | -           | -           | 6      | 0      |
| 2022-gen. 2023          | Waasland-Beveren        | 2D                      | 5          | 0          | CB              | 2               | 0               |                    | -                  | -                  |             | -           | -           | 7      | 0      |
| 2023                    | Atlanta United 2        | MNP                     | 5          | 1          |                 | -               | -               |                    | -                  | -                  |             | -           | -           | 5      | 1      |
| Totale Atlanta United 2 | Totale Atlanta United 2 | Totale Atlanta United 2 | 15         | 7          |                 | -               | -               |                    | -                  | -                  |             | -           | -           | 15     | 7      |
| 2023                    | Atlanta United          | MLS                     | 18+3       | 5+0        | USOC            | 1               | 1               |                    | -                  | -                  | LC          | 1           | 0           | 23     | 6      |
| 2024                    | Atlanta United          | MLS                     | 18+1       | 1+0        | USOC            | 1               | 0               |                    | -                  | -                  | LC          | 0           | 0           | 20     | 1      |
| Totale Atlanta United   | Totale Atlanta United   | Totale Atlanta United   | 53+4       | 6+0        |                 | 5               | 1               |                    | 0                  | 0                  |             | 1           | 0           | 63     | 6      |
| Totale carriera         | Totale carriera         | Totale carriera         | 77         | 17         |                 | 5               | 1               |                    | 0                  | 0                  |             | 1           | 0           | 83     | 12     |

## Palmarès

### Nazionale
- Campionato nordamericano di calcio Under-20: 1

Honduras 2022